# Pikkjärve (Karula)
Pikkjärve – wieś w Estonii, prowincji Valga, w gminie Karula.